# Krakatau Steel
6°00′08.8″ пд. ш. 105°59′59.1″ сх. д. / 6.002444° пд. ш. 105.999750° сх. д.
Krakatau Steel — індонезійська державна чорнометалургійна компанія. Є найбільшим виробником сталі в країні (3,15 млн т у 2015 році). Штаб-квартира компанії розташована у місті Чилегон, що лежить на північно-західному узбережжі острова Ява. Компанії належить сталеплавильний завод у місті Чилегон і низка інших підприємств.

## Історія
Будівництво першого індонезійського металургійного переробного заводу у місті Чилегон було розпочато СРСР у 1962 році і мало завершитися у 1968 році. Місце було обране через наявність тут нормальних умов для судноплавства (береги індонезійських островів в багатьох місцях важкодоступні). Продуктивність заводу мала становити 100 тис. т сталі на рік. Крім того, СРСР розпочав будівництво й інших промислових об'єктів в інших місцях країни. Однак, через політичні зміни в країні в середині 1960-х років, СРСР не добудував завод у Чилегоні. Будівництво заводу було продовжено 1970 року, завод розпочав роботу у 1977 році.

## Виробничі потужності
Компанії належить єдиний в країні (станом на 2016 рік) металургійний комбінат з повним виробничим циклом, що починається від відновлення залізорудної сировини до виготовлення готової продукції. Протягом десятиліть на комбінаті використовувався лише метод безпосереднього (прямого) одержання заліза, з 2013 року будується доменна піч. Кінцевим продуктом заводу є штрипс, рулонна сталь, прокат, сталевий лист, катанка, які використовуються у суднобудуванні, виготовленні труб, будівництві і автомобілебудуванні тощо.
Продуктивність компанії становить 3,15 млн т сталі на рік, у 2017 році планується довести продуктивність до 4,65 млн т сталі на рік.
Необхідний для роботи заводу природний газ подали по Західнояванському газопроводу. В 2000-х роках до Чилегон також вивели одну з ниток газопроводу Південна Суматра – Західна Ява.
В комплексі із заводом звели теплову електростанцію  Krakatau Daya Listrik.

## Виноски
1. 1 2 3  Індонезійська фондова біржа — 2007.
2. 1 2  Brief Background. Сайт http://www.krakatausteel.com. PT Krakatau Steel (Persero) Tbk. Архів оригіналу за 17 серпня 2016. Процитовано серпень 2016. {{cite web}}: Зовнішнє посилання в |work= (довідка) (англ.)
3. 1 2 3  The history of Kalimantan iron & steel project 1956-1965-2012. Сайт http://www.meratusjaya.co.id/en. PT Meratus Jaya Iron & Steel. Архів оригіналу за 30 квітня 2017. Процитовано серпень 2016. {{cite web}}: Зовнішнє посилання в |work= (довідка) (англ.)
4. ↑   Індонезія. // Українська радянська енциклопедія : у 12 т. / гол. ред. М. П. Бажан ; редкол.: О. К. Антонов та ін. — 2-ге вид. — К. : Головна редакція УРЕ, 1974–1985.
5. ↑   Проблемы сотрудничества социалистических и развивающихся стран: экономические отношения. — М.: Наука, 1966. С. 69. (рос.)

| Прапор Індонезії | Це незавершена стаття про Індонезію. Ви можете допомогти проєкту, виправивши або дописавши її. |